# انیمه ایگو
انیمه ایگو (انگلیسی: AnimEigo) یک شرکت سرگرمی آمریکایی است که مجوز و توزیع کننده انیمه، سینمای سامورایی و سینمای ژاپن می‌باشد.